# Mädler (cratère lunaire)
Pour les articles homonymes, voir  Mädler .
Mädler est un cratère lunaire situé sur la face visible de la Lune. Il se trouve au niveau du Sinus Asperitatis au nord de la Mare Nectaris. Le cratère Mädler est situé à l'ouest du cratère Daguerre. Le cratère Mädler possède une structure rayonnée qui atteint le cratère Daguerre. Dans les parages on trouve les cratères Theophilus, Beaumont, Isidorus et Gaudibert. Le cratère Mädler a un contour irrégulier. À l'intérieur s'élève un petit pic central le long d'une arête qui traverse le cratère.
En 1935, l'Union astronomique internationale a donné, à ce cratère lunaire, le nom de l'astronome allemand Johann Heinrich von Mädler.
Par convention, les cratères satellites sont identifiés sur les cartes lunaires en plaçant la lettre sur le côté du point central du cratère qui est le plus proche de Mädler.
| Mädler | Latitude | Longitude | Diamètre |
| ------ | -------- | --------- | -------- |
| A      | 9.5° S   | 29.8° E   | 5 km     |
| D      | 12.6° S  | 31.1° E   | 4 km     |